# Основе екологије (књига)
Основе екологије: еколошки принципи и проблеми заштите животне средине (енгл. First Ecology: Ecological Principles and Environmental Issues) је стручна монографија коју су приредили Алан Биби (енгл. Alan Beeby) и Ен-Марија Бренан (енгл. Anne-Maria Brennan), објављена 2004. године. Српско издање објавила је издавачка кућа "Clio" 2008. године у преводу Обрада Полића и Иване Чорбић.

## О приређивачима
- Алан Биби је шеф катедре за еколошке науке на South Bank универзитету у Лондону. Објавио је и књигу Applying Ecology (1993).[3]
- Ен-Мариа Бренан је виши предавач биолошких наука на South Bank Университy у Лондону. Објавила је књигу Living Together: Golf and Nature in Partnership (1996).[3]

## О књизи
Књига Основе екологије: еколошки принципи и проблеми заштите животне средине представља увод у принципе екологије и науку која стоји иза главних еколошких проблема. Књига пружа приступачан приказ узрока климатских промена, изумирања врста и губитка станишта. Представља и свеобухватан и темељан преглед свих кључних концепата екологије и расправља о месту човечанства у природи, са јасним нагласком на примењену екологију, али далеко од сензационализма и профитирања на теми екологије.
Аутори су на једноставан начин објаснили све битне еколошке појмове и концепте, те је намењена широкој читалачкој публици, од оних који воле и поштују природу, преко оних који су забринути за њену судбину, па све до оних који се професионално баве различитим сегментима екологије. У књизи је образложена теорија о човековом пореклу и принципи еволуције засноване на природној селекцији, објашњени односи између врста, заједнице које оне формирају, и тумаче њихову улогу у процесима екосистема. 
У књизи је посебна пажња посвећена актуелним питањима као што су: изумирање врста, одрживост екосистема, диверзитет и стабилност, процена биолошких ресурса и одређивање приоритета. Књига је опремљена речником стручних израза, богатом библиографијом, мноштвом илустарција и графичких приказа.